# ألفريد مور سكالس
ألفريد مور سكالس (بالإنجليزية: Alfred Moore Scales) (26 نوفمبر 1827   - 9 فبراير 1892) هو أحد المشرعين لولاية نورث كارولينا، والكونفدرالية العامة في الحرب الأهلية الأمريكية، والحاكم الخامس والأربعين لولاية نورث كارولينا من 1885 إلى 1889.

## الحياة الشخصية
ولد سكالس بمدينة ريدسفيل في مقاطعة روكنغهام كارولاينا الشمالية. وبعد الالتحاق بمعهد كالدويل وجامعة نورث كارولينا في تشابل هيل، دخل سكاليس التدريس بعد دراسته القانون مع القاضي وليام إتش باتل والقاضي سيتل.
ثم افتتح مكتبًا قانونيًا في ماديسون بولاية نورث كارولينا. وأثناء وجوده في جامعة نورث كارولينا في تشابل هيل كان عضوًا في الجمعيات الديالكتيكية والخيرية.

## الخدمة العامة قبل الحرب
انتخب سكالس محاميا للمقاطعة روكنغهام في عام 1852. كما انتخب أربع مرات في المجلس التشريعي لولاية نورث كارولينا وعمل رئيسًا للجنة المالية.
وفي عام 1854، خاض سباق كمرشح ديمقراطي للكونغرس الأمريكي في منطقة ويغ لكنه فشل. وفي عام 1858 حتى ربيع عام 1861، شغل منصب رئيس محكمة في المقاطعة. وفي عام 1860 شارك في النقاش حول انفصال ولاية كارولينا الشمالية.

## خدمة الحرب الأهلية

### الخدمة العسكرية المبكرة
خدم سكالس خلال الحرب الأهلية مع جيش روبرت إي لي في شمال فيرجينيا. وبعد فترة وجيزة من عودة القوات من واشنطن، تطوع في خدمة ولاية كارولينا الشمالية، وانتخب قائدًا في فوج المشاة الثالث عشر في نورث كارولينا، كما انتخب لخلافة الجنرال ويليام دورسي بندر ككولونيل في 14 نوفمبر 1862.
شارك سكالس في حصار يوركتاون ومعركة ويليامزبرغ، وفي معارك الأيام السبعة بالقرب من ريتشموند عاصمة ولاية فيرجينيا الأمريكية حاليا.
بعد معركة مالفيرن هيل، انهار سكالس من الإرهاق واقترب من الموت. رئيسه العميد الجنرال صموئيل جارلاند جونيور قال في تقريره إن سكالس كان «رجل شديد التحمل والمسؤولية».
خلال شتاء 1862 تزوج العقيد البالغ من العمر 35 عامًا كيت هندرسون البالغة من العمر 18 عامًا. كانت ابنة عائلة بارزة من مقاطعة غاستون بولاية نورث كارولينا.
وفي ديسمبر 1862، تولى سكالس القيادة بعد سقوط الجنرال بيندر.
خدم سكالس مرة أخرى بامتياز خلال معركة تشانسيلورسفيل في مايو 1863، حيث أصيب في الفخذ، واستمر في الميدان حتى أجبره فقدان الدم على المغادرة. وأشار الجنرال بيندر في تقريره الرسمي إلى العقيد سكاليس بأنه «رجل شجاع كما هو موجود في الخدمة».

### معركة جيتيسبيرغ
أثناء وجود سكالس في المنزل للتعافي من جراحه، تمت ترقيته إلى عميد في 13 يونيو 1863، وعند عودته للعمل تم تعيينه لقيادة لواء بيندر لخوض معركة جيتيسبيرغ.
خلال هذا المعركة تكبد لواء سكاليس خسائر فادحة. رغم أنه حارب بشجاعة كبيرة، وأصيب بجروح بالغة في ساقه بشظية قذيفة، كما قُتل وأصيب كل ضابط ميداني في لواءه باستثناء اثنين، حيث فقد لواءه ما يقرب من 550 رجلاً من بين 1350 مشاركًا.

### الخدمة العسكرية بعد جيتيسبيرغ
مع انتهاء المعركة وعودة سكالس للخدمة بعد شفاء جراحه، شارك في حملات جيش شمال فيرجينيا خلال عام 1864 بما في ذلك وايلدرنيس، معركة محكمة سبوتسيلفانيا، وحصار بطرسبورغ.
أخذ سكالس إجازة في وقت متأخر من الحرب، وكان بمنزله في ولاية كارولينا الشمالية عندما استسلم الجيش السيطرة في حديقة محكمة أبوماتوكس. لا يوجد سجل بأن الجنرال قد تم إطلاق سراحه بشكل رسمي، لكنه تقدم بطلب للعفو في 22 يونيو 1865، وتم العفو عنه في 18 يونيو 1866.

## الخدمة العامة بعد الحرب

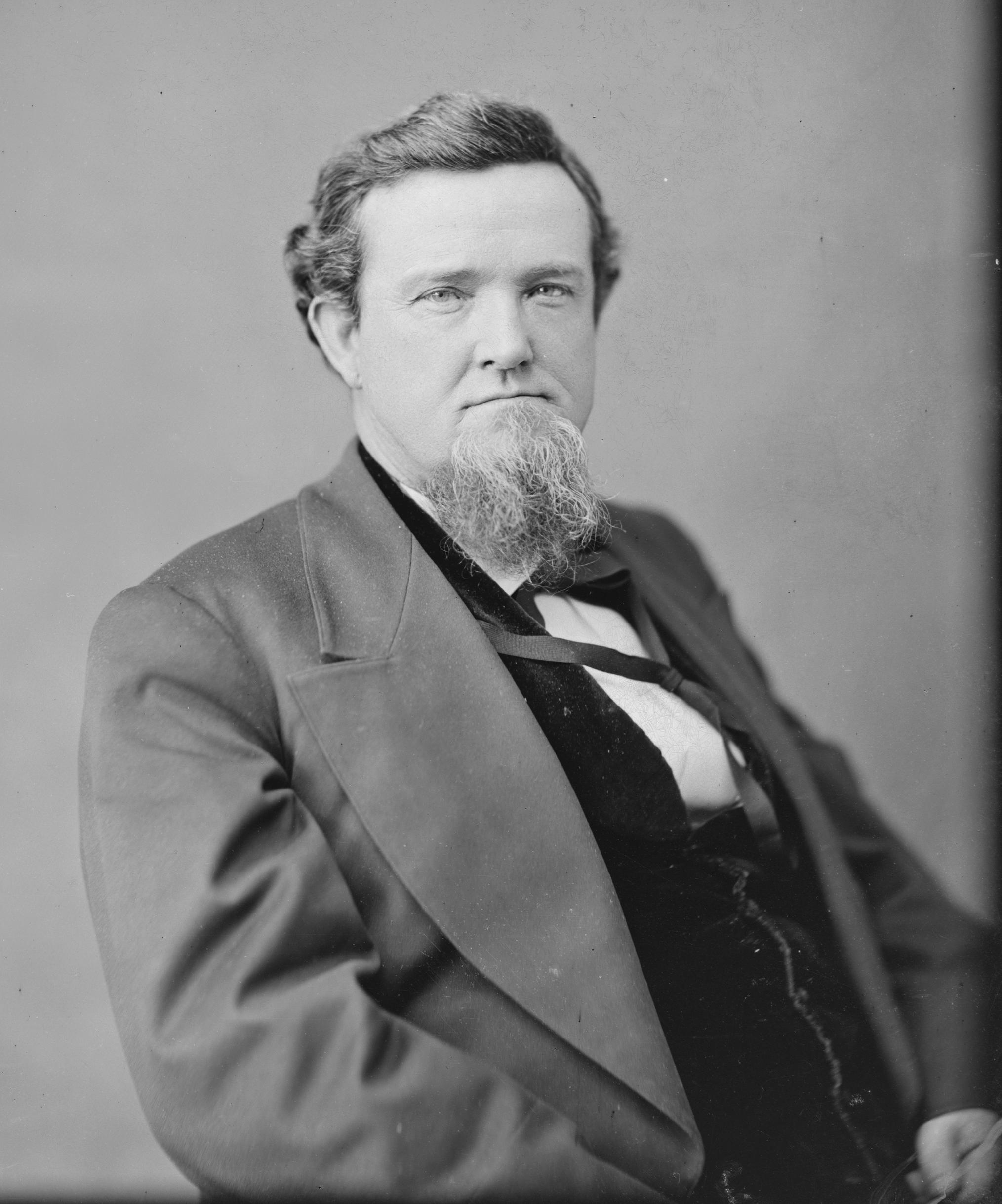
صورة Postbellum

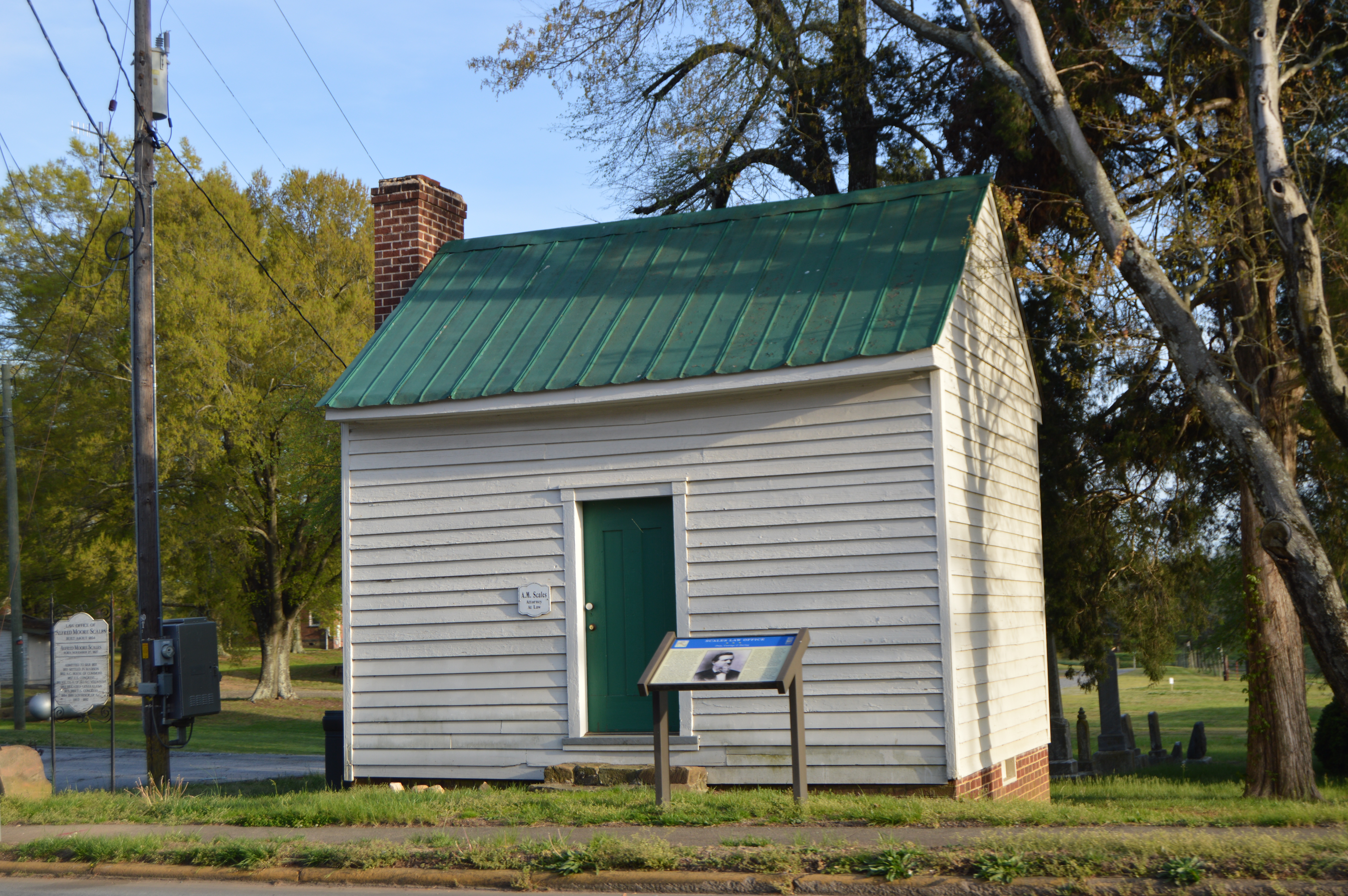
مكتب قانون سكيلز في ماديسون

بعد الحرب، عاد سكالس إلى ممارسة القانون، وهي مهنة حصل فيها على تمييز كبير.
وفي عام 1874 تم انتخابه في المؤتمر الرابع والأربعين، وأعيد انتخابه في المؤتمرات الأربعة التالية.
وفي عام 1884، تم انتخابه حاكمًا لولاية نورث كارولينا بأغلبية تزيد عن عشرين ألف صوت. عند انتهاء فترة ولايته في عام 1888، تقاعد بشكل دائم من الحياة السياسية، ورفض مرارًا الترشح مرة أخرى للكونجرس.
وفي عام 1888، غادر سكالس الحاكم وانتُخب رئيسًا لبنك بيدمونت في جرينسبورو، وعمل رئيسًا له حتى وفاته.
لم تكن صحته جيدة أبدًا بعد مغادرة الحاكم عام 1888. حيث شخصت حالته على أنها مرض برايت، مما تسبب في تأثر دماغه. توفي في جرينسبورو ودفن هناك في مقبرة جرين هيل.
كان سكالس محبوبًا ومحترمًا من الجميع. وفي وقت وفاته أغلقت جميع الشركات في غرينزبورو وذهبت المدينة بأكملها لحضور جنازته. كانت حياته العائلية ممتعة. وقد نجا من زوجته كيت وابنته السيدة جون نوبل ويلي.
أدرج مكتب ألفريد مور سكالز للقانون في ماديسون في السجل الوطني للأماكن التاريخية في عام 1982.